# Префиксная грамматика
В информатике - префиксной грамматикой называется тип системы переписывания строк, состоящей из множества правил переписывания строк, схожей с формальными грамматиками. Характерной для префиксной грамматики является не форма правил, а способ их применения: переписываются только префиксы.

## Формальное определение
Префиксная грамматика G — это тройка (Σ, S, P), где
- Σ — конечный алфавит
- S — конечное множество основных строк над Σ
- P — множество правил вывода в форме u → v, где u и v — строки над Σ

Для строк x, y, справедлива запись x →G y (читается: G выводит y из x за один шаг) если есть строки u, v, w, такие что x = vu, y = wu, и v → w принадлежит P.  Заметим, что →G является двоичным отношением на строках над Σ.
Язык G, обозначаемый L(G), — это множество строк, выводимых из S за ноль и более шагов. Формально, это множество строк w, таких что для некоторого s из S выполнено s R w, где R — транзитивное замыкание →G.

## Пример
Префиксная грамматика
- Σ = {0, 1}
- S = {01, 10}
- P = {0 → 010, 10 → 100}

описывает язык, задаваемый регулярным выражением
{\displaystyle 01(01)^{*}\cup 100^{*}}

## Свойства
Префиксные грамматики описывают ровно все регулярные языки.